# San Sostene (Italia)
San Sostene (Sanzosti in calabrese) è un comune italiano di 1 410 abitanti della provincia di Catanzaro in Calabria. Il nucleo originario è posto a 470 metri di altitudine, alle falde nordorientali del monte Trematerra (m 1228 s.l.m.) sul versante jonico delle Serre Calabresi.
Centro ad ampio raggio turistico non lontano da Soverato, affacciato sul Mar Ionio, ha un caratteristico lungomare.

## Geografia fisica
Il paese geograficamente è diviso in una parte marina e in una montana.
La parte montana del paese è attraversata dalle Serre Calabresi. Suggestive sono le zone in alta quota, ricoperte da faggete, pini, abeti, mogano e soprattutto castagneti. Sono presenti su questo territorio due diversi torrenti/fiumare: il Melis e  Alaco. Il torrente Alaco nasce nei monti vicini e si riversa nel lago artificiale della Lacina. Lungo il suo percorso vi sono paesaggi naturali, caratterizzati da pietra granitica, che lungo il percorso in località "Momo" forma suggestive cascate e giochi d'acqua. Luogo ideale per la presenza di fauna acquatica, come la trota stellata di un colore leggermente rossastro.

## Storia
Si ha notizia della presenza di insediamenti umani in questo territorio già in periodo Magno-Greco, grazie soprattutto alle analisi della toponomastica.
Le zone che si suppone che fossero abitate sono quelle di Portonuovo e Pacile, che è il promontorio che si eleva al di sopra della pianura marina. Tuttavia tali contrade potrebbero essere state già abitate nel periodo del Re Italo.
Al sopraggiungere della malaria e soprattutto delle scorribande saracene l'abitato fu trasferito nella zona dello Spirito Santo ove sino agli anni ottanta esistevano i resti della chiesa del Romitorio, oggi quasi completamente scomparsa. Si suppone che in questa zona siano ancora presenti delle cellette del medesimo Romitorio.
Le contrade abitate dell'attuale Borgo sono il risultato di diverse contrade che erano abitate da diversi gruppi di famiglie, che sotto la gestione religiosa dei monaci Basiliani si sarebbero raggruppate nel sito di San Sostene.

## Monumenti e luoghi d'interesse

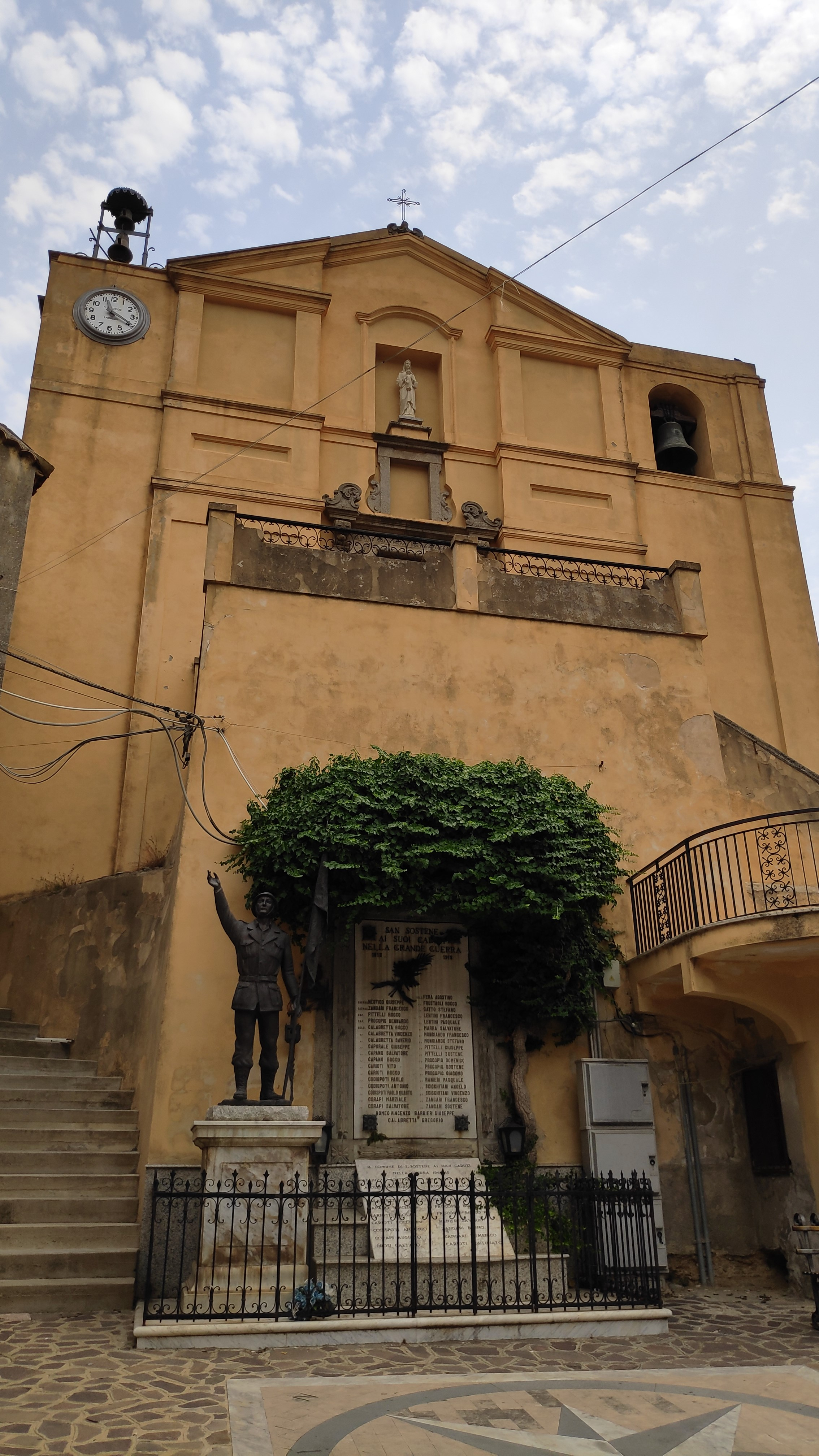
Chiesa di Santa Maria del Monte

Il centro storico situato nel capoluogo ha varie case antiche e palazzi nobiliari, ma soprattutto la chiesa matrice dedicata a Santa Maria del Monte, sorta su resti di un castello medievale che fu anche del Principe Raffaele Pignatelli. Si ritiene che sia stato un Castrum medievale normanno, ove vi era la presenza di una guarnigione. All'interno si trovano pregevoli affreschi e tele settecentesche, inoltre gli altari delle varie cappelle sono in marmi policromi di pregevole fattura. Da segnalare la cappella delle anime del purgatorio ove si può ammirare una tela che rappresenta il Cristo in Croce con donne preganti, e sotto gli strati di calce si intravedono antichi affreschi. Lungo tutto l'abitato i vari palazzi erano collegati da camminamenti sotterranei, che servivano per sfuggire ad eventuali attacchi esterni da parte dei saraceni.
Molto più moderna è la chiesa della Madonna del Rosario situata nella frazione marina che si affaccia sulla tondeggiante piazza "Padre Pio".

## Società

### Evoluzione demografica
Abitanti censiti

### Istituzioni, enti e associazioni
San Sostene fa parte di:
- Unione dei Comuni del Versante Ionico - Comuni membri: Cardinale, Davoli, Guardavalle, Badolato, Santa Caterina dello Ionio, Sant'Andrea Apostolo dello Ionio, San Sostene, Isca sullo Ionio

## Cultura

### Eventi
- 1º gennaio: il primo giorno dell'anno, come augurio viene portata la statua di Gesù Bambino nelle case del paese. Nel Borgo alla fine della visita del Bambin Gesù vi è la suggestiva fiaccolata, lungo le vie del paese che accompagna la statua di nuovo in Chiesa. I ricordi di processione religiosa risultano essere secolari. Fino alla fine degli anni novanta tale manifestazione religiosa si svolgeva giorno 2 di gennaio al ritorno della statua dalla visita alle famiglie della frazione Marina del paese. Nella frazione marina, tale processione è conclusa con una rituale fiaccolata.
- Settimana santa e Pasqua: i festeggiamenti della Pasqua hanno inizio la domenica delle Palme, tradizionalmente l'incontro dei fedeli avviene in chiesa per poi recarsi in precessione al Calvario situato in località Rodiho, ove avviene la benedizione delle palme e dei ramoscelli d'olivo, la giornata religiosa si conclude con il ritorno in chiesa e la Santa Messa. Il Giovedì santo si svolge la tradizionale rievocazione dell'ultima cena, con la lavanda dei piedi; a conclusione della stessa vi è la distribuzione del pane benedetto. Venerdì santo giorno, di lutto per la chiesa, nella predica serale viene rievocata la tragedia di Gesù cristo con il toccante momento della chiamata di Maria a prendere il cristo in grembo. Sul terminare della predica i portatori accompagnano a spalla il simulacro della Madonna sul ponte della chiesa, che nel momento culmine il sacerdote chiama, e i portatori di corsa la fanno entrare nella chiesa per riabbracciare simbolicamente il figlio. Al termine si svolge una suggestiva processione per le vie del paese. Apre la stessa l'Ecce Homo, segue il Cristo morto nella Naca, per ultima Maria con in grembo un Cristo flagellato e sul petto un cuore con sette spade, che rappresentano i sette dolori. La precessione è accompagnata da torce ormai modernizzate, ma che in passato venivano preparate ungendo di grasso o resti di olio le "Varvaschie" (stelo secco di una pianta del luogo)
- 14-15-16 agosto: Si celebra nel centro storico del paese la sentitissima festa di San Rocco. Oltre alle funzioni religiose durante i giorni di festa si svolge una caratteristica fiera, il torneo di Calcetto e l'esibizione di cantanti e gruppi folkloristici e dal ballo del "ciuccio" (fantoccio pirotecnico che conclude i festeggiamenti).
- 17-18-19-20 agosto: Si celebra, nella frazione Marina, la festa in onore della Madonna del Rosario. Oltre alla processione della statua nelle vie del paese e sul lungomare della Marina di San Sostene, è famosa anche la sagra del pesce e soprattutto i fuochi pirotecnici che chiudono la festa.
- 10 settembre (II domenica di settembre): Si festeggia nel centro storico del paese la festa di San Sostene martire. La festa è preceduta dal novenario e dalla solenne processione che vede i simulacri dei due Patroni uscire insieme in processione. Le celebrazioni civili sono date dall'esibizione di gruppi folkloristici.

## Economia
San Sostene è un paese in cui spicca l'agricoltura, infatti vengono prodotti varie tipologie di ortaggi quali pomodori, peperoni, cipolle, olive, castagne ecc. Diffuso anche l'allevamento del bestiame quali ovini, caprini, bovini e suini.
Nelle zone alte di San Sostene è stato costruito un parco eolico, realizzato dalla Falck per la produzione di energia elettrica. Il parco è in funzione dal 2010.

## Infrastrutture e trasporti
San Sostene è attraversata dalla Strada statale 106 Jonica e dalle strade provinciali 128 e 131.

## Amministrazione
| Periodo        | Periodo        | Primo cittadino       | Partito                                | Carica  | Note |
| -------------- | -------------- | --------------------- | -------------------------------------- | ------- | ---- |
| 6 giugno 1993  | 27 aprile 1997 | Domenico Scicchitani  | Democrazia Cristiana                   | sindaco |      |
| 27 aprile 1997 | 13 maggio 2001 | Domenico Scicchitani  | lista civica di centro-sinistra        | sindaco |      |
| 13 maggio 2001 | 29 maggio 2006 | Luigi Aloisio         | lista civica di centro                 | sindaco |      |
| 29 maggio 2006 | 16 maggio 2011 | Luigi Aloisio         | lista civica "Insieme"                 | sindaco |      |
| 16 maggio 2011 | 5 giugno 2016  | Patrizia Linda Cecaro | lista civica "Insieme per San Sostene" | sindaco |      |
| 5 giugno 2016  | in carica      | Luigi Aloisio         | lista civica "Insieme per San Sostene" | sindaco |      |

## Sport
La squadra di calcio del paese è la Società Sportiva San Sostene, fondata nel 2006 e militante in seconda categoria nella stagione 2011/2012.